# Kwak en Boemel
Kwak en Boemel zijn twee stripfiguren uit de Vlaamse stripreeks Jommeke. Zij zijn twee landlopers die afhankelijk van het verhaal vrienden of vijanden van Jommeke zijn. 

## Omschrijving
Kwak en Boemel zijn een onafscheidelijk duo in de reeks. Ze komen steeds samen voor. Het zijn twee landlopers en kleine boeven. Kwak is de grootste van de twee en heel slank. Hij draagt doorgaans een roodbruine broek en jas met een gelijkkleurige pet. Zijn broek is wat te kort. Hij is kalend met lang nekhaar. Hij heeft ook een lange neus en kin. Boemel is zijn tegenhanger. Hij is klein en dik. Hij draagt een groene vest met daaronder een trui in blauwe en gele strepen. Hij heeft een hoge zwarte hoed. In een van zijn jaszakken zit altijd een fles.
Een opvallend kenmerk van dit duo is hun manier van spreken. Kwak zet voor alle woorden met een klinker een 'h' en bij de woorden die met een 'h' beginnen laat hij die weg. Boemel spreekt enkele medeklinkers anders uit. Zo is zijn 'b' een 'p'. Ook de 'd' en 't' worden gewisseld, net zoals de 's' en 'z' en de 'g' en 'ch'. In de oudste albums haalt hij ze allemaal door elkaar, maar omdat dit onleesbaar begon te worden, werd maar een van de medeklinkers door zijn gelijkluidende tegenhanger vervangen. 
Meestal wonen Kwak en Boemel in een hol onder de grond dat ze zelf graven. In de eerste verhalen wonen ze in krotten, pas later werd dit een hol. In enkele verhalen proberen ze aan de bak te komen met het uitbaten van een café. Na enkele verhalen verdwijnt dit café weer uit de reeks. 
Kwak en Boemel komen voor het eerst voor in het album Het wonderdrankje, waar ze twee handlangers van een misdadiger zijn. In sommige verhalen, vooral de eerste verhalen, zijn ze tegenstanders van Jommeke en daarvoor werken ze soms samen met Anatool. Doorheen de reeks verandert hun personage. In tegenstelling tot Anatool zijn zij soms vrienden van Jommeke. Als ze echter geld ruiken, kunnen ze plots van kamp veranderen en zijn ze weer tegenstanders. Er zijn echter tal van verhalen waarbij ze het hele verhaal door aan de goede kant blijven. Ook werken ze in enkele verhalen voor de Koningin van Onderland, namelijk in Anakwaboe en Het pompoenenkasteel, als Ridders van Onderland. 
In de herwerking van het eerste album van Jommeke, De jacht op een voetbal, werden twee boeven uit dat album vervangen door Kwak en Boemel. Later werd het herwerkte album het nieuwe eerste album in de reeks, waardoor het lijkt dat zij al in het eerste album hun intrede maakten. Dit is echter niet het geval.

## Albums
Kwak en Boemel komen voor in volgende albums:
| Nr. | Titel                        |
| 1   | De jacht op een voetbal      |
| 22  | Het wonderdrankje            |
| 34  | Jommeke in de knel           |
| 40  | Anakwaboe                    |
| 52  | De zingende oorbellen        |
| 74  | De kikiwikies                |
| 96  | Paniek rond Odilon           |
| 100 | Het jubilee                  |
| 111 | De olijke oliemannen         |
| 116 | De gelukzoekers              |
| 118 | De bedrogen miljonair        |
| 125 | Drie in een slag             |
| 126 | Het bal van Mathilde         |
| 128 | De grote zeilrace            |
| 134 | De prinsen van Snoby         |
| 143 | Va Kwak en moe Boemel        |
| 150 | De gestoorde zeereis         |
| 155 | De kleine vandaal            |
| 159 | De kokoskoe                  |
| 174 | Het zevende zwaard           |
| 186 | De pruik van Anatool         |
| 205 | De kopermicroben             |
| 208 | Het raadsel van Kiekebilleke |
| 209 | Blinkende knopen             |
| 210 | Het pompoenenkasteel         |
| 211 | De geest van Anakwaboe       |
| 212 | De limonadelelies            |
| 219 | Operatie Bonsaï              |
| 221 | Wowofski                     |
| 225 | De erfenis van Sorgeloos     |
| 226 | Het luchtkasteel             |
| 237 | Het roze olifantje           |
| 238 | Kamperen is plezant          |
| 250 | Savooien op de Galapagos     |
| 251 | Schattenjagers in Bokrijk    |
| 258 | De kwakzalver                |
| 268 | Prins carnaval               |
| 277 | De babbelpil                 |
| 282 | School op stelten            |
| 308 | Het verpeste kamp            |